# فيتك

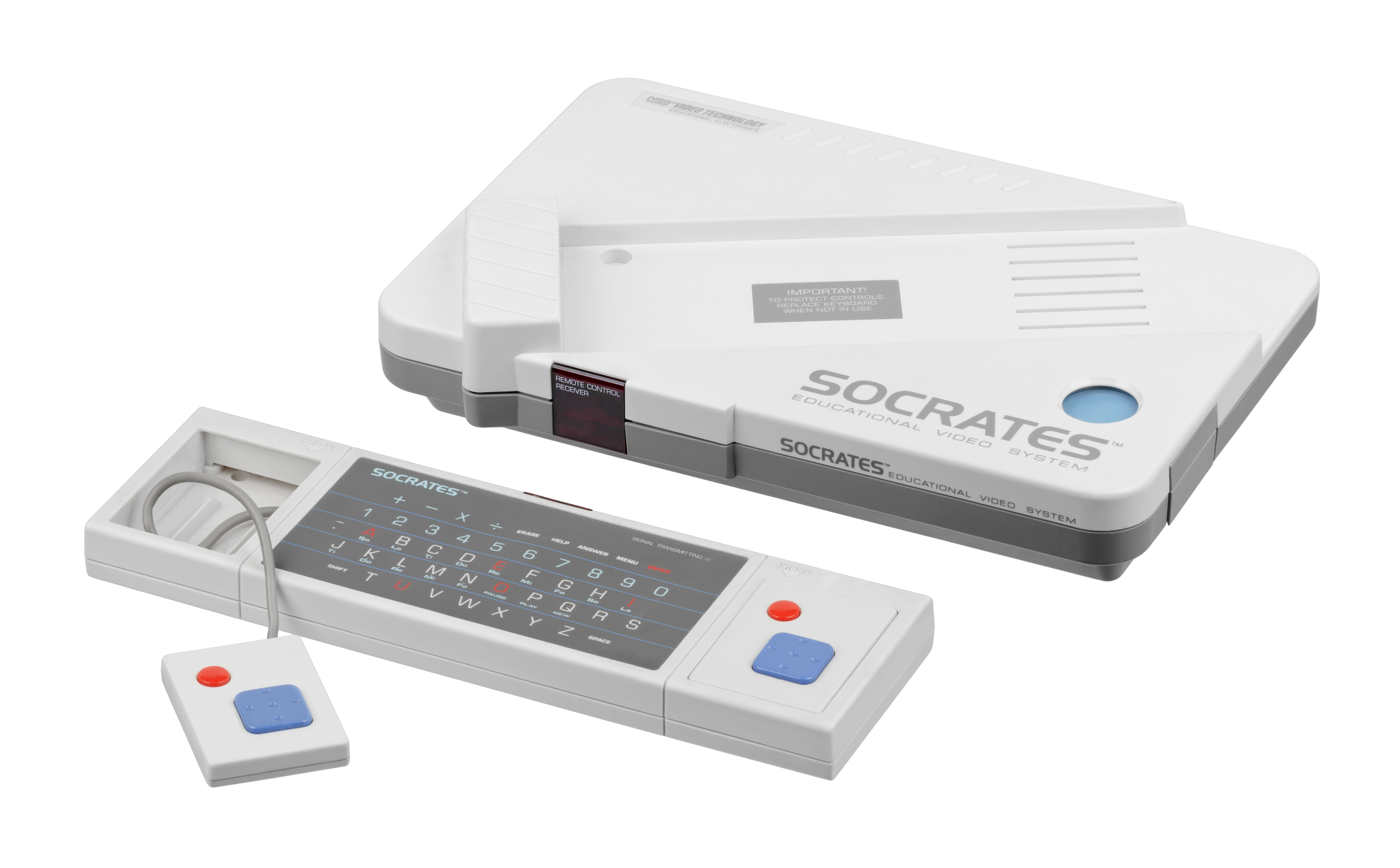
جهاز الحاسوب فِتك

فِتك (بالإنجليزية: VTech)‏، هي شركة صينية تعليمية تقوم بإنتاج الهواتف المحمولة والحاسوب التعليمية، أنشئت في هونج كونج سنة 1976.

## الاسم والقائمة
تم إدراج الشركة لأول مرة في هونغ كونغ في يونيو 1986 تحت اسم "Video Technology International (Holdings) Limited". تمت خصخصتها وشطبها من بورصة هونج كونج المحدودة في عام 1990.
حصلت فِتك على إدراج أساسي في بورصة لندن للأوراق المالية في عام 1991. في عام 1992، أعادت الشركة إلى بورصة هونغ كونغ المحدودة،  لتأسيس قائمة أولية مزدوجة مع لندن. في عام 1993، أنشأت الشركة برنامج إيصالات الإيداع الأمريكية.
شُطبت فِتك طواعية من بورصة لندن في 7 أكتوبر 2008. كما أنهت برنامج إيصالات الإيداع الأمريكية الخاص بها اعتبارًا من 21 يناير 2011.

## التاريخ
تأسست في تك في هونغ كونغ في أكتوبر 1976 من قبل اثنين من رواد الأعمال المحليين، آلان وونغ (تشي يون)  وستيفن ليونغ. عندما أصبح أول معالج دقيق أحادي الرقاقة " Intel 4004 " متاحًا في أوائل السبعينيات، رأت الشركة الإمكانات التي تقدمها لمنتجات الإلكترونيات الاستهلاكية المحمولة. أنشأ Wong & Leung مصنعًا صغيرًا في To Kwa Wan ، باستثمار 40.000 دولار أمريكي ويعمل به 40 شخصًا. في السنة الأولى، كان حجم الأعمال أقل من مليون دولار أمريكي.
ركزت VTech في البداية على تطوير ألعاب الفيديو. في عام 1977، أنشأت الشركة أول جهاز ألعاب تلفزيوني منزلي، وهو نسخة من Pong . نظرًا لأن المستهلكين في أمريكا الشمالية وأوروبا فقط هم من يمكنهم شراء مثل هذه العناصر، فقد استهدفت الشركة هذه الأسواق في المقام الأول.
تم اختيار المملكة المتحدة كأول سوق لـ بونغ، حيث استخدمت هونغ كونغ والمملكة المتحدة نفس المعيار لأنظمة التلفزيون. في عام 1978، قدم المؤسسون ألعاب LED التي طوروها للمشترين من RadioShack في الولايات المتحدة، والتي تم بيعها تحت العلامة التجارية RadioShack.
ثم بدأت VTech في بناء علامتها التجارية الخاصة. بدءًا من أوائل الثمانينيات، تم تصنيع مجموعة من الألعاب الإلكترونية. كشفت VTech النقاب عن أول منتج تعليمي إلكتروني لها، يسمى "Lesson One"، في معرض الألعاب في نيويورك، في فبراير 1980.  وقد قامت بتعليم الأطفال أساسيات التهجئة والرياضيات. تم تقديم نسخة حصرية تحت اسم "Computron" إلى سيرز، حيث تم الإعلان عن المنتج بشكل بارز بواسطة سيرز، في الكتالوج الخاص بها، والذي كان دليل تسوق شهيرًا.
قامت شركة في تك التالية بصنع وحدة التحكم في ألعاب الفيديو CreatiVision. تم تكييف منتج إلكتروني مع جهاز عرض خارجي من شركة Ludotronic الفرنسية بواسطة فِتك وبيعه باسم "VTech ProScreen" في عام 1984، بعد إصدار منتجات VTech's Gamate and Variety المحمولة في العام السابق.
ثم تشعبت في تك إلى أجهزة الكمبيوتر الشخصية، بما في ذلك سلسلة من أجهزة الكمبيوتر المتوافقة مع أي بي ام ابتداءً من عام 1983، تليها أجهزة الكمبيوتر المتوافقة مع Apple II، بدءًا من عام 1985، بما في ذلك طراز يسمى Laser 128.
خرجت في تك من سوق أجهزة الكمبيوتر الشخصية في عام 1997، بسبب المنافسة الشديدة.
في عام 1985، والولايات المتحدة لجنة الاتصالات الاتحادية المخصصة (FCC) نطاق التردد 900MHZ إلى أي اس ام (الصناعية والعلمية والطبية) الأجهزة. الاستفادة من ذلك، بدأت فِتك التطوير على هاتف لاسلكي، باستخدام نطاق 900 ميجاهرتز، وفي عام 1991 قدمت أول هاتف لاسلكي رقمي بالكامل في العالم بسرعة 900 ميجاهرتز.
في عام 2000، لتوسيع أعمالها في مجال الهواتف اللاسلكية، استحوذت في تك على أعمال الهاتف الاستهلاكية لشركة Lucent Technologies. منحت عملية الاستحواذ أيضًا VTech الحق الحصري لمدة 10 سنوات لاستخدام علامة AT&T التجارية بالتزامن مع تصنيع وبيع الهواتف السلكية وملحقاتها في الولايات المتحدة وكندا. الرغم من أن الاستحواذ أدى إلى زيادة مبيعات منتجات الاتصالات السلكية واللاسلكية الخاصة بشركة في تك بنسبة 50٪، إلا أنه أدى إلى خسائر تشغيل وعمليات شطب. أصدرت الشركة تحذيرًا بشأن الأرباح في مارس 2001 وأطلقت خطة إعادة هيكلة واسعة النطاق. بحلول السنة المالية 2002، كانت الشركة قد قلبت أعمالها وعادت إليها الربحية.
اليوم تظل الأعمال الأساسية لشركة في تك عبارة عن هواتف لاسلكية ومنتجات تعليمية إلكترونية. كما أصبحت خدمات التصنيع التعاقدية التي تصنع مختلف المنتجات الإلكترونية نيابة عن الشركات المتوسطة الحجم مصدرًا رئيسيًا للإيرادات. تنوعت الشركة جغرافياً، وبيعت إلى أمريكا الشمالية وأوروبا وآسيا وأمريكا اللاتينية والشرق الأوسط وأفريقيا.

### 2015 خرق البيانات
في نوفمبر 2015، لورينزو Bicchierai والكتابة لل نائب المجلة اللوحة، وذكرت أن خوادم تيك قد تم المساس وكان شركة ضحية ل خرق البيانات التي كشفت بيانات شخصية تنتمي إلى 6.3 مليون شخص، بمن فيهم الأطفال، الذين وقعت لأو خدمات تستخدم بشرط من قبل الشركة المتعلقة بالعديد من المنتجات التي تصنعها. اتصل المهاجم الذي لم يكشف عن اسمه ببيتشيراي في أواخر نوفمبر، خلال الأسبوع السابق لعيد الشكر، وفي ذلك الوقت كشف الشخص الذي لم يذكر اسمه عن معلومات حول نقاط الضعف الأمنية مع الصحفي وقام بتفصيل الانتهاك.
بعد ذلك، تواصل Bicchierai مع الباحث في أمن المعلومات Troy Hunt لفحص البيانات التي قدمها المهاجم إلى Bicchierai، وللتأكد مما إذا كان التسريب حقيقيًا بالفعل وليس خدعة على الإنترنت. فحص هانت المعلومات وأكد أنها تبدو صحيحة. ثم قام هانت بتشريح البيانات بالتفصيل ونشر النتائج على موقعه على الإنترنت. وفقًا لـ Hunt، فشلت خوادم في تك في استخدام تشفير SSL الأساسي لتأمين البيانات الشخصية أثناء النقل من الأجهزة إلى خوادم فينك؛ بيد أن فِتك قامت بتخزين معلومات العميل في نص عادي غير مشفر، وفشلت في تجزئة كلمات المرور بشكل آمن أو ملحها.
استفاد الهجوم من حقنة SQL للحصول على امتياز الوصول إلى الجذر لخوادم في تك. بمجرد الحصول على حق الوصول المميز، قام المهاجم بسحب البيانات، بما في ذلك حوالي 190 جيجا بايت من صور الأطفال والبالغين، وسجلات الدردشة التفصيلية بين الآباء والأطفال والتي امتدت على مدار سنوات وتسجيلات صوتية، وكلها غير مشفرة ومخزنة في نص عادي. شارك المهاجم حوالي 3832 ملف صور مع الصحفي لأغراض التحقق، وبعضها منقحالصور التي نشرها الصحفي. وتعليقًا على التسريب، أعرب المهاجم الذي لم يذكر اسمه عن اشمئزازه من قدرته على الوصول بسهولة إلى مثل هذا الكم الهائل من البيانات، قائلاً: «بصراحة، أشعر بالغثيان لأنني تمكنت من الحصول على كل هذه الأشياء. يجب أن يكون لدى الشركة كتاب ألقي عليهم» وأوضحوا سبب ذهابهم إلى الصحافة لأنهم شعروا أن فِتك كانت ستتجاهل تقاريرهم ومخاوفهم.
لم يكن أمن شركة فِتك على علم بأن أنظمتهم قد تعرضت للاختراق وتم لفت انتباههم إلى الخرق لأول مرة بعد أن اتصل بهم بشيراي قبل نشر المقال. عند الإخطار، اتخذت الشركة عشرات المواقع والخدمات دون اتصال بالإنترنت.
في الأسئلة الشائعة التي نشرتها الشركة، قاموا بشرح ما يقرب من 4,854,209 حسابًا خاصًا بالوالدين و6،368,509 ملفًا شخصيًا خاصًا بأطفال تم اختراقها. كما تدعي الشركة أن كلمات المرور قد تم تشفيرها، وهو ما يتعارض مع تقارير الباحث الأمني المستقل الذي اتصل به Vice. وأشارت الشركة إلى أنها تعمل مع "سلطات محلية" غير محددة.  في تك لاحقًا بإحضار شركة FireEye لخدمات أمن المعلومات لإدارة الاستجابة للحوادث وتدقيق أمن نظامها الأساسي من الآن فصاعدًا.
انتقد مارك نونيخوفن من شركة ترند مكرو طريقة تعامل الشركة مع الحادث ووصف الأسئلة الشائعة بأنها «حديث الشركات الرديء».
الولايات المتحدة الأمريكية أعضاء مجلس الشيوخ إدوارد ماركي وجو بارتون، صدر، وشارك في تأسيس الكونغرس الخصوصية ثنائية الحزبية تجمع على رسالة مفتوحة إلى الشركة تستفسر عن سبب ونوع المعلومات التي تنتمي إلى الأطفال يتم تخزينها من قبل تيك وكيفية استخدام هذه البيانات، ممارسات الأمان المستخدمة لحماية تلك البيانات، إذا تمت مشاركة معلومات الأطفال أو بيعها إلى جهات خارجية، وكيف تمتثل الشركة لقانون حماية خصوصية الأطفال على الإنترنت.
في فبراير 2016، أعلن هنت حقيقة أن في تم قد قامت بتعديل شروطها وأحكامها للعملاء الجدد بحيث يقر العميل ويوافق على أن أي معلومات يتم إرسالها إلى فِتك قد يتم اعتراضها أو الحصول عليها لاحقًا من قبل أطراف غير مصرح لها.
في يناير 2018، فرضت لجنة التجارة الفيدرالية الأمريكية غرامة قدرها 650 ألف دولار على الشركة للانتهاك، أي حوالي 0.09 دولار لكل ضحية.